# بيلي سوان
بيلي سوان (بالإنجليزية: Billy Swan)‏ هو مغن مؤلف ومغني أمريكي، ولد في 12 مايو 1942 في كاب جيراردو في الولايات المتحدة.

## وصلات خارجية
- بيلي سوان على موقع IMDb (الإنجليزية)
- بيلي سوان على موقع ميوزك برينز (الإنجليزية)
- بيلي سوان على موقع أول ميوزيك (الإنجليزية)
- بيلي سوان على موقع ديسكوغز (الإنجليزية)
- بيلي سوان على موقع قاعدة بيانات الفيلم (الإنجليزية)